# Sainte-Marguerite-de-Viette
Pour les articles homonymes, voir Sainte-Marguerite.
Sainte-Marguerite-de-Viette est une ancienne commune française, située dans le département du Calvados en région Normandie, peuplée en 2021 de 331 habitants appelé les Viettois, devenue le 1er janvier 2017 une commune déléguée au sein de la commune nouvelle de Saint-Pierre-en-Auge.

## Géographie
La commune est au sud-ouest du pays d'Auge. Son bourg est à 6 km à l'ouest de Livarot et à 9,5 km à l'est de Saint-Pierre-sur-Dives.
Le point culminant (184 m) se situe en limite est, au lieu-dit Cour Vigneux. Le point le plus bas (72 m) correspond à la sortie de la Viette du territoire, au nord-ouest. La commune est bocagère.
| Boissey               | Castillon-en-Auge           | Saint-Martin-du-Mesnil-Oury |
| Mittois               | Sainte-Marguerite-de-Viette | Saint-Michel-de-Livet       |
| Saint-Georges-en-Auge | Montviette                  | Montviette                  |

## Toponymie
Le nom de la localité est attesté sous la forme eccl. Sancte Margarete de Vieta vers 1350. La paroisse était dédiée à Marguerite d'Antioche, martyre du IVe siècle. 
La Viette, sous-affluent de la Dives traverse l'ouest du territoire communal.

## Histoire
Le 1er janvier 2017, Hiéville intègre avec douze autres communes la commune de Saint-Pierre-en-Auge créée sous le régime juridique des communes nouvelles instauré par la loi no 2010-1563 du 16 décembre 2010 de réforme des collectivités territoriales. Les communes de Boissey, Bretteville-sur-Dives, Hiéville, Mittois, Montviette, L'Oudon, Ouville-la-Bien-Tournée, Sainte-Marguerite-de-Viette, Saint-Georges-en-Auge, Saint-Pierre-sur-Dives, Thiéville, Vaudeloges et Vieux-Pont-en-Auge deviennent des communes déléguées et Saint-Pierre-sur-Dives est le chef-lieu de la commune nouvelle.

## Politique et administration

### Liste des maires
| Période                                  | Période       | Identité          | Étiquette | Qualité         |
| ---------------------------------------- | ------------- | ----------------- | --------- | --------------- |
| Les données manquantes sont à compléter. |               |                   |           |                 |
| 1946                                     | mars 1977     | Marcel Desjardins |           | Maire honoraire |
| mars 1977                                | janvier 2004  | Paul Bonnissent   | SE        | Agriculteur     |
| février 2004                             | décembre 2016 | Bernard Gasnier   | SE        | Postier         |

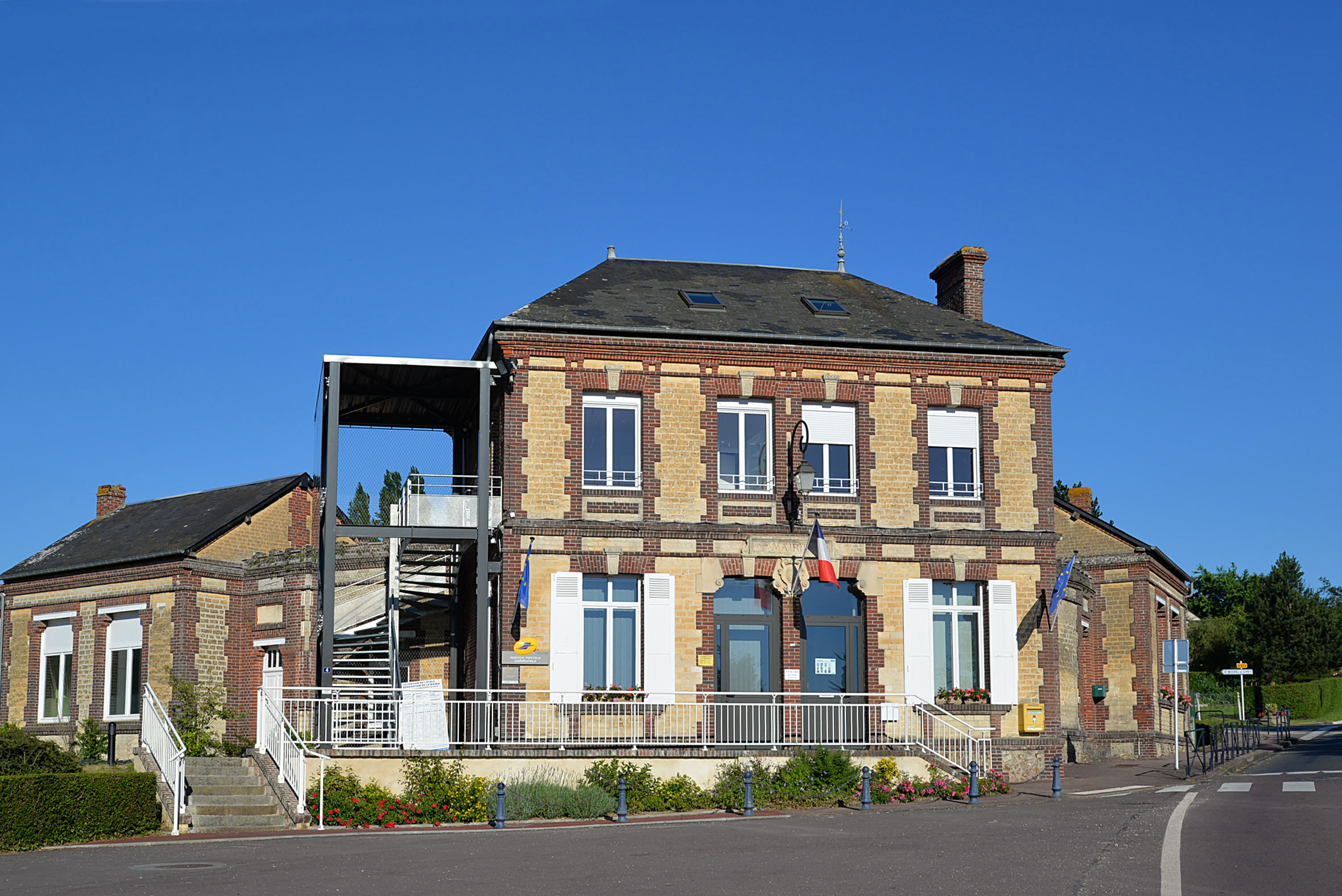
La mairie.

Le conseil municipal est composé de onze membres dont le maire et deux adjoints.

### Liste des maires délégués
| Période      | Période          | Identité           | Étiquette | Qualité             |
| ------------ | ---------------- | ------------------ | --------- | ------------------- |
| janvier 2017 | juillet 2020     | Bernard Gasnier    | SE        | Postier             |
| juillet 2020 | mai 2023 (décès) | Lisbeth Chouet     | SE        | Éducatrice sportive |
| juin 2023    | En cours         | Josiane Letourneur | SE        | Retraitée           |

## Population et société

### Démographie
L'évolution du nombre d'habitants est connue à travers les recensements de la population effectués dans la commune depuis 1793. À partir du 1er janvier 2009, les populations légales des communes sont publiées annuellement dans le cadre d'un recensement qui repose désormais sur une collecte d'information annuelle, concernant successivement tous les territoires communaux au cours d'une période de cinq ans. 
Pour les communes de moins de 10 000 habitants, une enquête de recensement portant sur toute la population est réalisée tous les cinq ans, les populations légales des années intermédiaires étant quant à elles estimées par interpolation ou extrapolation. Pour la commune, le premier recensement exhaustif entrant dans le cadre du nouveau dispositif a été réalisé en 2005,.
En 2021, la commune comptait 331 habitants, en évolution de −10,78 % par rapport à 2015 (Calvados : +1,58 %, France hors Mayotte : +2,49 %).
Lors du premier recensement républicain, en 1793, Sainte-Marguerite-de-Viette comptait 976 habitants, population jamais dépassée depuis.
| 1793 | 1800 | 1806 | 1821 | 1831 | 1836 | 1841 | 1846 | 1851 |
| ---- | ---- | ---- | ---- | ---- | ---- | ---- | ---- | ---- |
| 976  | 976  | 895  | 899  | 828  | 836  | 756  | 715  | 718  |

| 1856 | 1861 | 1866 | 1872 | 1876 | 1881 | 1886 | 1891 | 1896 |
| ---- | ---- | ---- | ---- | ---- | ---- | ---- | ---- | ---- |
| 653  | 612  | 635  | 586  | 646  | 656  | 646  | 651  | 639  |

| 1901 | 1906 | 1911 | 1921 | 1926 | 1931 | 1936 | 1946 | 1954 |
| ---- | ---- | ---- | ---- | ---- | ---- | ---- | ---- | ---- |
| 646  | 608  | 601  | 462  | 424  | 406  | 415  | 408  | 389  |

| 1962 | 1968 | 1975 | 1982 | 1990 | 1999 | 2005 | 2010 | 2015 |
| ---- | ---- | ---- | ---- | ---- | ---- | ---- | ---- | ---- |
| 355  | 357  | 312  | 272  | 322  | 367  | 406  | 394  | 371  |

| 2018 | - | - | - | - | - | - | - | - |
| ---- | - | - | - | - | - | - | - | - |
| 343  | - | - | - | - | - | - | - | - |

## Manifestations culturelles et festivités
L'Union sportive viettoise fait évoluer une équipe de football en division de district.

## Culture locale et patrimoine

### Lieux et monuments
- Église Sainte-Marguerite (XIIIe siècle).
- Monument aux morts en pierre et bronze (1920).
- Bibliothèque municipale.

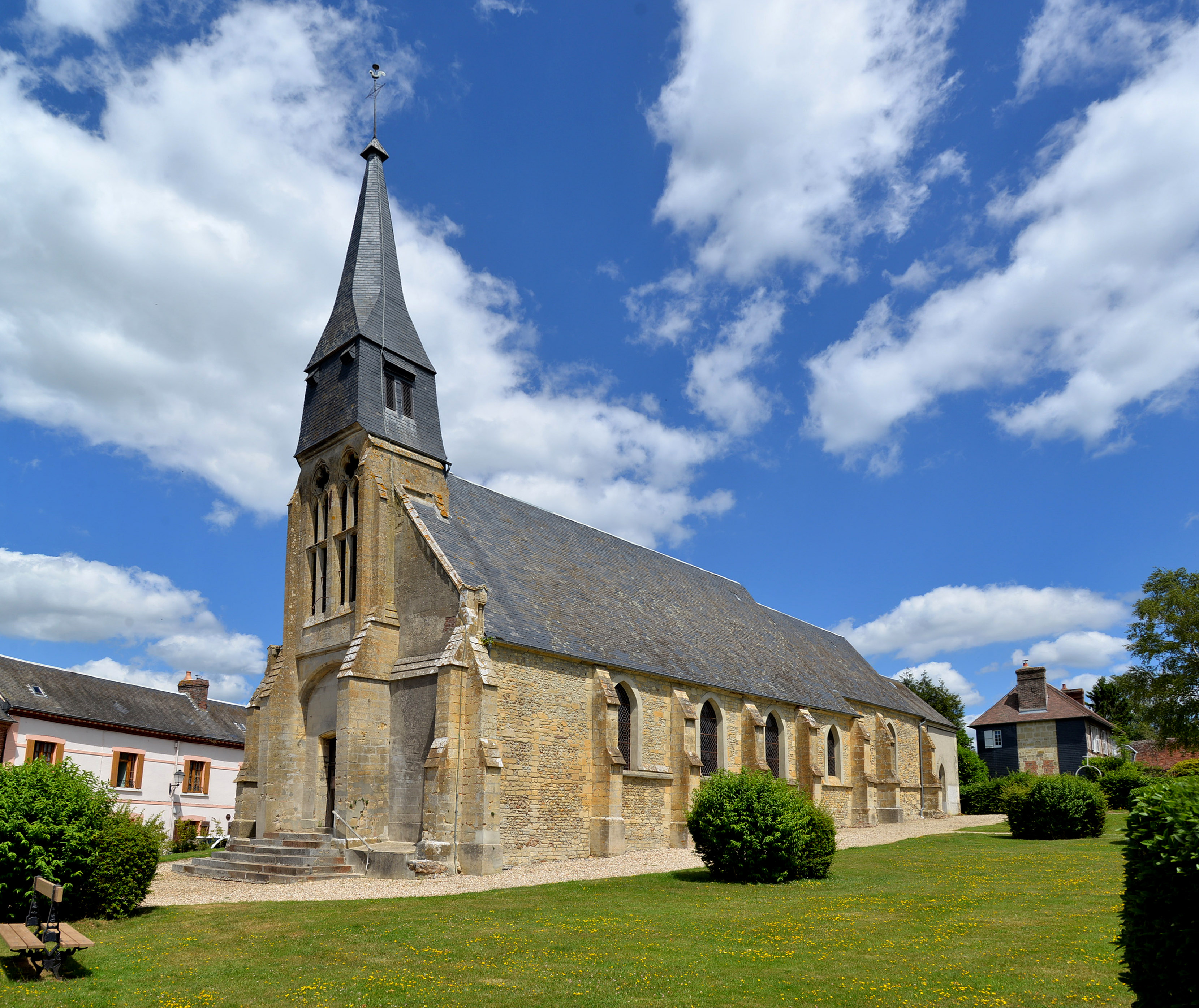
L'église Sainte-Marguerite.

### Personnalités liées à la commune
- Charles-Victorien Toutain (1899 à Sainte-Marguerite-de-Viette - 1945), peintre, élève de Jules Rame et professeur d'André Lemaître.